# Jogo Hisashi
Hisashi Jogo (城後 寿 Jogo Hisashi, sinh ngày 16 tháng 4 năm 1986 ở Kurume, Fukuoka) là một cầu thủ bóng đá người Nhật Bản thi đấu và làm đội trưởng cho Avispa Fukuoka ở J1 League.

## Thống kê sự nghiệp câu lạc bộ
Cập nhật đến ngày 23 tháng 2 năm 2018.
| Thành tích câu lạc bộ | Thành tích câu lạc bộ | Thành tích câu lạc bộ | Giải vô địch | Giải vô địch | Cúp                   | Cúp                   | Cúp Liên đoàn | Cúp Liên đoàn | Khác    | Khác      | Tổng cộng | Tổng cộng |
| Mùa giải              | Câu lạc bộ            | Giải vô địch          | Số trận      | Bàn thắng    | Số trận               | Bàn thắng             | Số trận       | Bàn thắng     | Số trận | Bàn thắng | Số trận   | Bàn thắng |
| Nhật Bản              | Nhật Bản              | Nhật Bản              | Giải vô địch | Giải vô địch | Cúp Hoàng đế Nhật Bản | Cúp Hoàng đế Nhật Bản | J. League Cup | J. League Cup | Khác1   | Khác1     | Tổng cộng | Tổng cộng |
| --------------------- | --------------------- | --------------------- | ------------ | ------------ | --------------------- | --------------------- | ------------- | ------------- | ------- | --------- | --------- | --------- |
| 2005                  | Avispa Fukuoka        | J2 League             | 0            | 0            | 2                     | 0                     | –             | –             | –       | –         | 2         | 0         |
| 2006                  | Avispa Fukuoka        | J1 League             | 25           | 4            | 2                     | 0                     | 4             | 0             | 2       | 0         | 33        | 4         |
| 2007                  | Avispa Fukuoka        | J2 League             | 16           | 2            | 2                     | 0                     | –             | –             | –       | –         | 18        | 2         |
| 2008                  | Avispa Fukuoka        | J2 League             | 27           | 2            | 1                     | 0                     | –             | –             | –       | –         | 28        | 2         |
| 2009                  | Avispa Fukuoka        | J2 League             | 38           | 5            | 1                     | 0                     | –             | –             | –       | –         | 39        | 5         |
| 2010                  | Avispa Fukuoka        | J2 League             | 21           | 8            | 3                     | 1                     | –             | –             | –       | –         | 24        | 9         |
| 2011                  | Avispa Fukuoka        | J1 League             | 31           | 7            | 0                     | 0                     | 2             | 0             | –       | –         | 33        | 7         |
| 2012                  | Avispa Fukuoka        | J2 League             | 41           | 12           | 2                     | 2                     | –             | –             | –       | –         | 43        | 14        |
| 2013                  | Avispa Fukuoka        | J2 League             | 35           | 5            | 0                     | 0                     | –             | –             | –       | –         | 35        | 5         |
| 2014                  | Avispa Fukuoka        | J2 League             | 40           | 9            | 0                     | 0                     | –             | –             | –       | –         | 40        | 9         |
| 2015                  | Avispa Fukuoka        | J2 League             | 42           | 8            | 1                     | 0                     | –             | –             | 2       | 0         | 45        | 8         |
| 2016                  | Avispa Fukuoka        | J1 League             | 33           | 6            | 1                     | 0                     | 8             | 2             | –       | –         | 42        | 8         |
| 2017                  | Avispa Fukuoka        | J2 League             | 26           | 2            | 2                     | 1                     | –             | –             | 2       | 0         | 30        | 3         |
| Tổng cộng sự nghiệp   | Tổng cộng sự nghiệp   | Tổng cộng sự nghiệp   | 375          | 70           | 17                    | 4                     | 14            | 2             | 6       | 0         | 414       | 76        |

1Includes J1 & J2 Playoffs.